# Mouvement national de libération de l'Azawad
Le Mouvement national de libération de l'Azawad (en touareg : ⵜⴰⵏⴾⵔⴰ ⵏ ⵜⵓⵎⴰⵙⵜ ⵉ ⴰⵙⵍⴰⵍⵓ ⵏ ⴰⵣⴰⵓⴷ) ou MNLA est une organisation politique et militaire majoritairement touarègue, active dans le nord du Mali. Son objectif est l'indépendance du territoire de l'Azawad. Créé en 2011, c'est l'un des principaux groupes armés impliqués dans la guerre du Mali.
Il s'allie avec plusieurs autres groupes rebelles au sein de la Coordination des mouvements de l'Azawad (CMA) en 2014, puis au sein du Cadre stratégique permanent (CSP) en 2021.
En 2024, le MNLA fusionne avec les autres groupes du CSP pour former le Front de libération de l'Azawad (FLA).

## Création
Le Mouvement national de l'Azawad (MNA), créé en novembre 2010 et qui se définit comme « une organisation politique de l’Azawad qui défend et valorise la politique pacifique pour atteindre les objectifs légitimes pour recouvrer tous les droits historiques spoliés du peuple de l’Azawad », et le Mouvement touareg du Nord-Mali (MTNM), mouvement responsable de rébellions de 2006 à 2009, fusionnent le 16 octobre 2011 pour créer le MNLA. Plusieurs groupes d'ex-rebelles touaregs ayant fui le Mali dans les années 1990 pour s'engager dans l'armée libyenne de Mouammar Kadhafi se sont joints au mouvement à la suite de la chute du régime libyen en 2011. Ils ont apporté avec eux un grand nombre d'armes, réactivant le conflit pour l’autodétermination de l'Azawad.
Malgré sa volonté de rassembler l'ensemble des communautés de l'Azawad, le MNLA ne fédère véritablement que quelques tribus touarègues, surtout dans l'Est et au nord-est du Mali ; principalement les Idnanes, les Imididaghanes, les Chamanamasses, les Daoussahaks, et une partie des Ifoghas. Très peu d'Arabes, de Peuls et de Songhaï rejoignent le mouvement,,,,.

## Revendications et idéologie

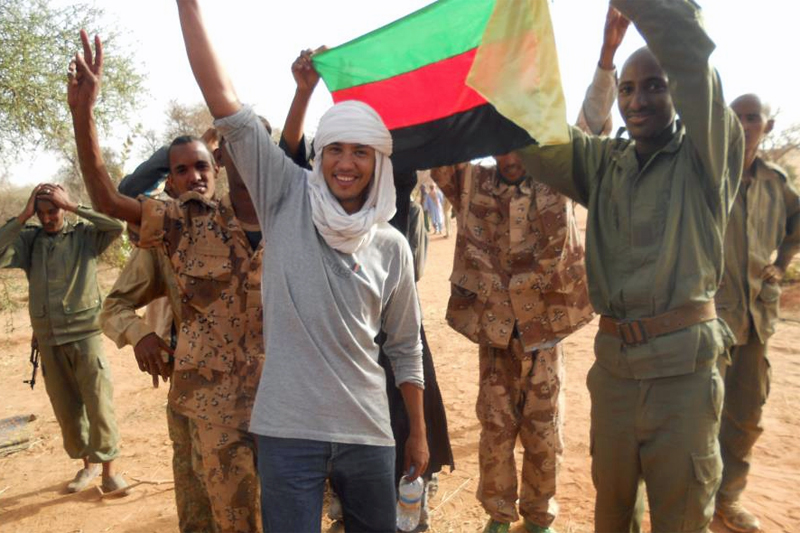
Des membres du MNLA en 2012.

L'objectif du MNLA est l'autodétermination de l'Azawad. Ouvertement indépendantiste en 2012, ses positions évoluent en 2013 vers l'autonomisme à la suite du basculement des rapports de force.
Par ailleurs, le MNLA se revendique comme un « mouvement politico-militaire pour l'ensemble du peuple de l'Azawad », alors que le gouvernement malien, comme celui de la France, considère qu'il ne représente qu'une partie de la population du territoire concerné.
Idéologiquement, le MNLA affirme rejeter l'islamisme, mais le terme de « laïcité », bien que parfois employé, ne fait pas l'unanimité au sein du mouvement,. Cependant le 19 mars 2012, après l'échec d'un accord avec Ansar Dine, le bureau politique du MNLA déclare « la République pour laquelle nous nous battons est basée sur les principes de la démocratie et de la laïcité ».
Le 13 février 2013, dans un communiqué, le MNLA affirme « ne pas remettre en cause les frontières internationalement reconnues du Mali tout en rappelant clairement l’existence de l’Azawad en tant qu’entité ». Ceci marque un changement de position sur le statut souhaité de l'Azawad. Auparavant, il ne voulait que l'indépendance vis-à-vis du Mali. Aujourd'hui, le MNLA fait une concession, il laisse sous entendre une simple autonomie, autogestion du Nord-Mali, mais toujours intégré dans le territoire malien. Par ailleurs, pour permettre le processus de négociation, il exige la nomination « d'un négociateur neutre, internationalement reconnu » et agréé par le pouvoir central et lui-même. Dans le même temps, il appelle l’État malien par le biais de concertations, à « fixer les conditions d’exercice de l’autorité, de l’administration et du développement de l’Azawad ». De plus, apparaissant comme soucieux et préoccupé à propos de la situation de la population de l'Azawad, il demande des avancées rapides, en matière d'accès à la santé, à l'eau, à l'électricité, à l'alimentation et à l'éducation. Enfin, il réclame aussi « l’ouverture d’une enquête internationale indépendante pour faire la lumière sur tous les crimes commis par l’armée malienne de 1963 à nos jours sur les populations de l’Azawad ». Pour cela, il « appuie la demande de Human Rights Watch de mise en place d’une commission d’enquête internationale indépendante ».

## Organisation
En février 2012, le MNLA annonce la formation d’un Conseil exécutif composé de :
- Bilal Ag Acherif : secrétaire général du MNLA, reçu à Paris par plusieurs diplomates français[22] pour demander un soutien matériel pour lutter contre les islamistes d'AQMI et du MUJAO[23],[24],[25] ;
- Mohamed Ag Tahado : président du conseil consultatif du MNLA ;
- Abdoulkarim Ag matafa : président du conseil révolutionnaire du MNLA ;
- Mahmoud Ag Ghali : président du bureau politique ;
- Hamma Ag Sid’Ahmed : porte-parole chargé des relations extérieures ;
- Mohamed Ag Najem : chef d’état-major, ancien colonel de l’armée libyenne, et qui dispose d’un matériel de pointe[26] ;
- Moussa Ag Acharatoumane : responsable des droits de l’homme ;
- Bekay Ag Hamed : chargé de communication ;
- Nina Wallet Intalou : chargée de l’éducation et de la formation ;
- L'écrivain et acteur touareg Moussa Ag Assarid adhère au MNLA[27] comme porte-parole[28].

Les principaux officiers du MNLA sont les colonels Bouna Ag Attiyoub, Machkanani Ag Balla, Assalat Ag Habi, Iba Ag Moussa, Mbarek Ag Akly, Al Ghabass Ag Hamed’Ahmed, Adghaymar Ag Alhousseiny, Intallah Ag Assayid.
Les autres cadres sont de ce mouvement sont Ambéry Ag Rhissa, Hassane Fagaga et Mossa Ag Attaher.

## Effectifs

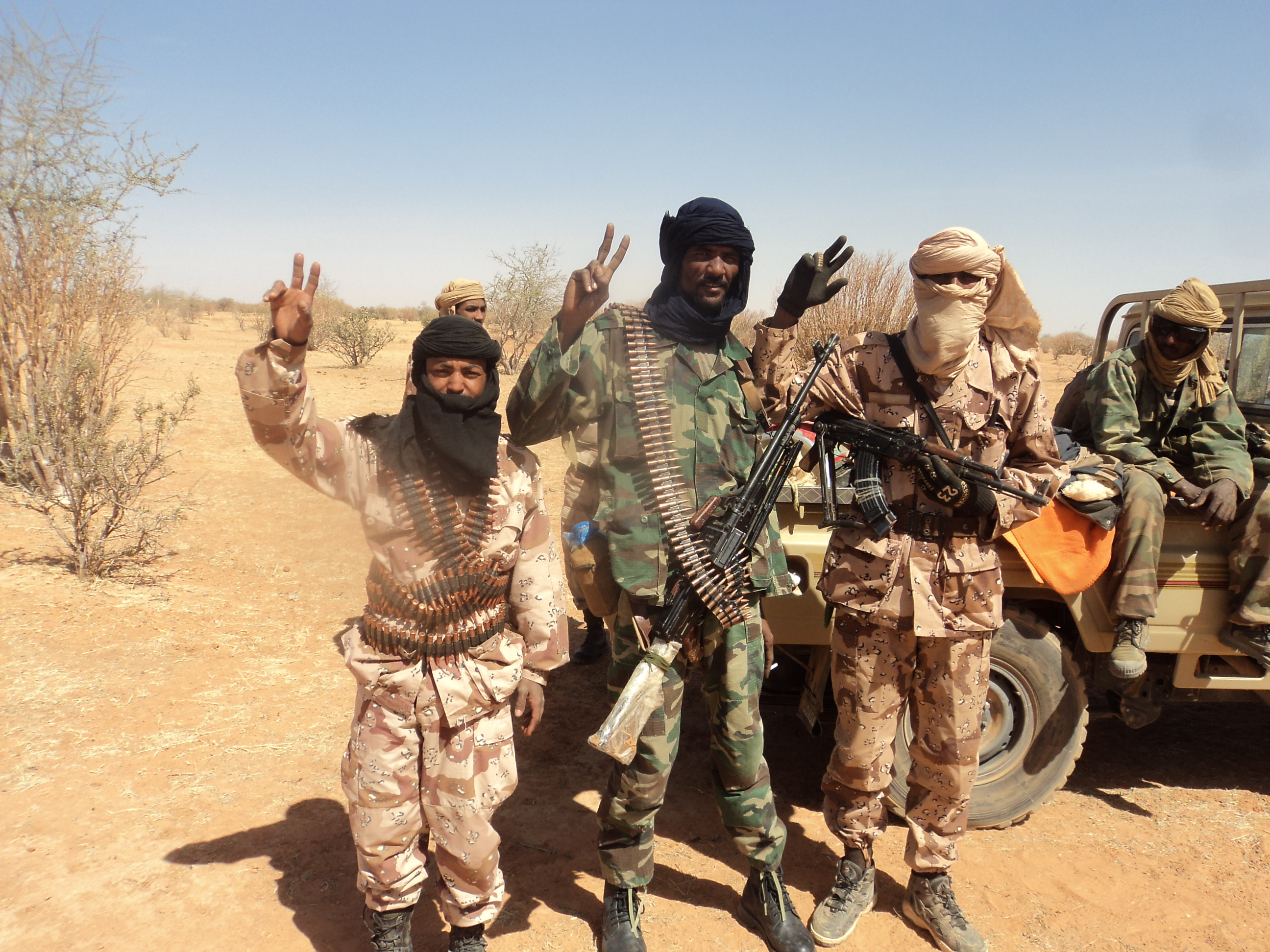
Combattants du MNLA.

Au début de la rébellion, en janvier 2012, le MNLA revendique 1 000 hommes dont 400 anciens soldats de Kadhafi, six mois plus tard, il revendique 10 000 combattants,.
À la mi-juin 2012, Intallah Ag Assai, colonel du MNLA, affirme que le mouvement dispose de 9 000 hommes dans l'ensemble de l'Azawad. Le même mois, Bilal Ag Acherif, secrétaire-général du mouvement, revendique 10 000 combattants.
Selon le ministère malien de la Défense, au moins 500 hommes de la Garde nationale, tous touaregs, désertent en 2012 pour rejoindre les rangs du MNLA.
En avril 2012, Lamine Ag Billal, un capitaine du MNLA, affirme qu'au moins 3 000 combattants touaregs venus de Libye ont rejoint le Nord du Mali après la chute du régime de Kadhafi. La plupart, selon lui, ont rejoint le MNLA et se sont opposés à ce qu'Iyad Ag Ghali prenne la tête du mouvement.
En décembre 2012], alors que le MNLA a été chassé des villes du Nord-Mali par les djihadistes, le secrétaire-général Bilal Ag Acherif affirme que son mouvement dispose de quatre bases aux alentours de Léré, Gao, Ménaka et Tinzawatène où sont cantonnés plus de 1 000 combattants. Il ajoute : « nombre d'hommes sont rentrés chez eux après les combats du début de l'année, mais sont toujours prêts à repartir, à répondre aux appels du mouvement ».
Selon Jean-Christophe Notin, qui s'appuie sur des sources militaires françaises, le MNLA compte 1 500 hommes début 2013.
En juin 2015, Hama Ag Sid'Ahmed, porte-parole du MNLA, affirme que le mouvement compte 3 000 combattants.
Dans un rapport rédigé en mars 2016, la MINUSMA estime que le MNLA compte 2 000 hommes.

## Contexte historique: les «rébellions touarègues»
Le conflit mené depuis début 2012 par le MNLA s'inscrit dans une suite d'insurrections généralement baptisées « rébellions touarègues », qui ont opposé certains membres du peuple touareg aux gouvernements du Mali et du Niger.
Depuis 1916, on compte plusieurs conflits principaux :
- La rébellion touarègue de 1916-1917 au Niger ;
- La rébellion touarègue de 1962-1964 au Mali, généralement appelée « première rébellion touareg », qui fut très durement réprimée par l'armée malienne. Le mouvement fut également très affaibli par les sécheresses des années 1970 ;
- La rébellion touarègue de 1990-1996 au Mali et au Niger. Elle débuta en 1990, deux ans après la création du Mouvement populaire de libération de l'Azawad. Au Mali, une première période de conflit (octobre-décembre 1990) aboutit à la signature des accords de Tamanrasset en 1991 et du pacte national en 1992[37], mais qui ne marqua pas la fin définitive des hostilités. Des conflits réapparurent en 1994-1995 et la paix fut finalement scellée le 27 mars 1996 à Tombouctou lors de la cérémonie de la Flamme de la Paix, durant laquelle les rebelles touaregs brûlèrent 3 000 armes utilisées durant la rébellion ;
- La rébellion touarègue de 2006 au Mali, aboutissant aux accords d'Alger (signés le 4 juillet 2006) ;
- La rébellion touarègue de 2007-2009, au Niger et au Mali ;
- L'insurrection menée par le MNLA initiée début 2012 au Mali.

## Historique

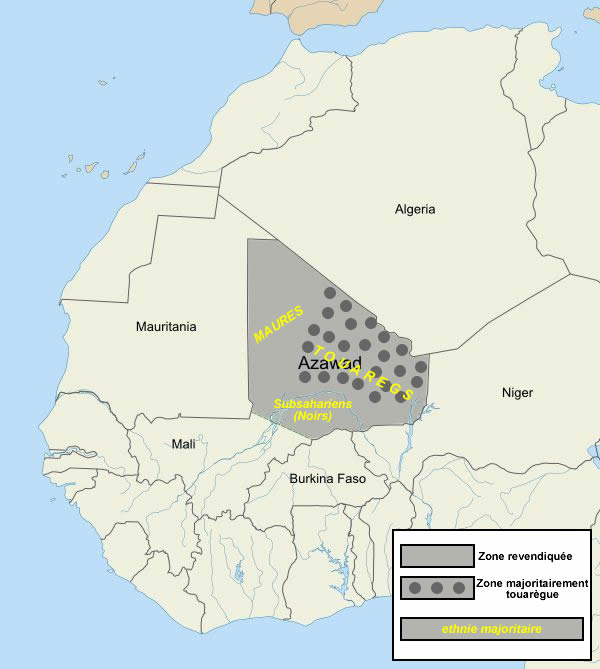
Territoire malien dont le MNLA réclame l'autodétermination.

Le 17 janvier 2012, le mouvement prend l'initiative de l'insurrection touarègue au Nord-Mali, et contrôle la région de Kidal très rapidement, dès le mois de mars. Les insurgés contrôlent par la suite, des portions de territoires, des régions de Gao et de Tombouctou situées au nord du fleuve Niger.
Un mois plus tard, l’État malien est en perdition, il annonce l'abandon de la ville de Gao aux rebelles le 31 mars 2012. Tombouctou, la dernière ville sous contrôle malien au nord du fleuve, tombera à son tour le 1er avril 2012.
Le 2 avril 2012, le bureau politique tente de rassurer les pays voisins du Mali en ces termes : « Nous rassurons les États voisins, les populations de la sous-région et la Communauté internationale que la libération de l’Azawad contribuera à renforcer la sécurité, le développement et la paix pour une meilleure intégration des peuples, des cultures et une meilleure stabilité dans la zone saharo-sahélienne ».
Après la prise des trois villes principales au Nord, le MNLA déclare un cessez-le-feu le jeudi 5 avril 2012, soit un jour avant la déclaration d'indépendance de l'Azawad, le 6 avril 2012. Cette déclaration d'indépendance est rejetée unanimement par la Communauté économique des États de l'Afrique de l'Ouest (CEDEAO) et toute la communauté internationale (y compris la France et les États-Unis) le même jour.
Le 27 mai 2012, le MNLA et Ansar Dine annoncent qu'ils ont fusionné pour former un « Conseil transitoire de l’État islamique ». Cette union laisse perplexe et suppose quelques interrogations, puisque les deux organisations ont des objectifs distincts : l'une est pour un état laïc et indépendant, l'autre est pour l'application de la loi coranique et la domination de la population par l'islam instrumentalisé. Cette association est surement une alliance de circonstance, qui profite au groupe Ansar Dine, car selon Philippe Hugon, directeur de recherche, à l’Institut des relations internationales et stratégiques (IRIS), « Le MNLA est bien plus faible, bien moins riche et organisé qu’Ansar Dine ». Par conséquent, la stratégie d'Ansar Dine consiste à gagner du temps et du terrain, pour pouvoir par la suite évincer le MNLA.
Les 28 et 29 juin 2012, la CEDEAO se réunit en Côte d'Ivoire, pour prévoir un déploiement de force d'intervention militaire de 3 000 hommes, en cas d'échec des négociations avec les groupes armés. L'objectif étant l'arrêt des hostilités afin de rétablir l'intégrité territoriale du Mali et de lui permettre une transition politique,.
Fin juin 2012, le MNLA n'est plus en position de force, il perd le contrôle total de ses territoires conquis, au profit de mouvements salafistes tels qu'Ansar Dine, AQMI ou le MUJAO,.

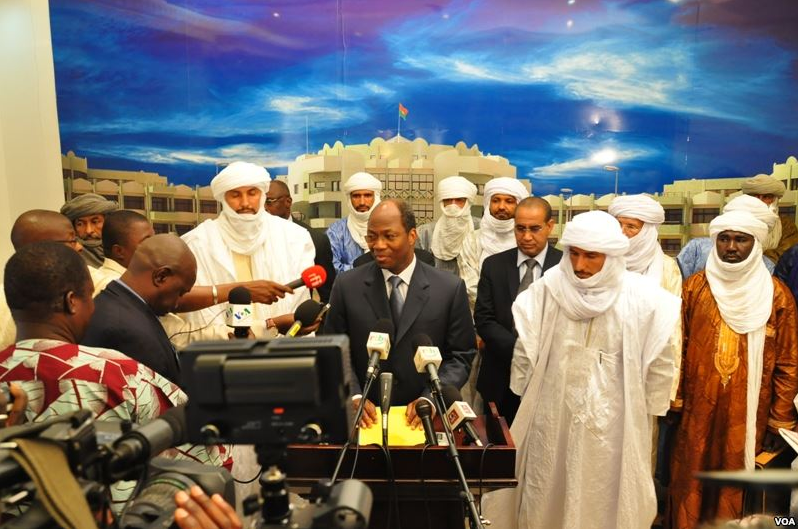
Les délégués d'Ansar Dine et du MNLA à Ouagadougou le 16 novembre 2012 : de gauche à droite au premier rang : Alghabasse Ag Intalla, fils du chef des Ifoghas, représentant d'Ansar Dine et futur chef du MIA, Djibrill Bassolé, ministre des Affaires étrangères du Burkina Faso, Bilal Ag Acherif, secrétaire général du MNLA et Mahamadou Djéri Maïga, vice-président du MNLA.

En décembre 2012, le MNLA évincé par ses anciens alliés, commence des négociations de paix avec Bamako. Il souhaite désormais l'autonomie de l'Azawad et non plus l'indépendance vis-à-vis du Mali.
Le 14 janvier 2013, soit 4 jours après le début de l'opération Serval, le MNLA déclare être prêt à apporter son soutien à l'armée française, en accomplissant « le travail au sol ». Il affirme qu'il dispose d'hommes, d'armes, et qu'il a « par-dessus tout, le désir de libérer l’Azawad ». Par ailleurs, cette aide du MNLA apparaît comme utile et non négligeable selon Philippe Hugon, car il pense que « leur soutien et leur connaissance du terrain sont indispensables à l’armée malienne et à la force internationale ».
Le 28 janvier 2013, le MNLA annonce avoir repris la ville de Kidal ainsi que sa région, qui étaient aux mains des islamistes.
Fin janvier 2013, à la suite de la création du mouvement islamique de l'Azawad, le MNLA éprouve certaines réticences envers ce nouveau mouvement. Il estime que celui-ci regroupe la « plupart des ex-dirigeants d'Ansar Dine, à l'exception de son fondateur Iyad Ag Ghali ». Par conséquent, il se demande si cette organisation a réellement « bien renoncé à la charia » et à ses objectifs initiaux. Le MNLA souhaite, dans la guerre du Mali, être le seul rempart contre les « groupes intégristes », et par conséquent être un interlocuteur fiable et convaincant, pour les futures négociations avec le pouvoir central de Bamako.
Le 4 février 2013, le MNLA arrête deux personnes influentes à proximité de la frontière algérienne, Mohamed Moussa Ag Mouhamed (Ansar Dine) et Oumeïni Ould Baba Akhmed (MUJAO), et les remet aux forces françaises. Cette capture souligne l'engagement du MNLA à combattre les groupes islamistes ainsi que la coopération avec l'armée française, mais pas uniquement. Dans le même temps, il cherche à reconstruire sa crédibilité et sa fiabilité au niveau international car personne n'a oublié son alliance éphémère avec le groupe Ansar Dine en mai 2012.
Le 8 février 2013, le procureur de la république du Mali, Daniel Tessogué, lance des mandats d'arrêt contre les chefs des groupes islamistes (AQMI, MUJAO et Ansar Dine) mais aussi contre des membres du MNLA. Ils sont accusés de « terrorisme, sédition, crimes portant atteinte à la sécurité intérieure de l'État, à l'intégrité du territoire national par la guerre, l'emploi illégal de la force armée, la dévastation et le pillage publics, crimes et délits à caractère racial, régionaliste et religieux, trafic international de drogue ». Ces mandats d'arrêt, plus précisément envers le MNLA, montrent que Bamako n'exprime plus la volonté de dialoguer avec ce mouvement. Pourtant, le 31 janvier 2013, la position du pouvoir central était différente. Néanmoins, depuis que le MNLA a repris des villes du Nord-Mali, comme Kidal ou Tessalit, tout en excluant que l'armée malienne puisse y stationner, les autorités ont subi des pressions non seulement populaires mais également politiques et militaires,.
Les 27 et 28 février 2013, la CEDEAO se tient à Yamoussoukro et souhaite le désarmement du MNLA afin qu'il puisse y avoir un « dialogue inter-malien ». Cependant, le MNLA refuse de désarmer immédiatement, mettant comme condition à son désarmement l'instauration d'un dialogue avec Bamako et la signature d'une « feuille de route »,.
Le 6 mars 2013, dans un communiqué, le MNLA indique qu'il refuse de désarmer car il craint que l'armée malienne puisse commettre de « multiples exactions » et des « crimes massifs » sur les populations civiles de l'Azawad, et que « ce sont ses seules forces armées qui protègent et sécurisent les populations de l’Azawad partout où elles sont présentes ». Dans cette optique, le MNLA tente d'interpeller la communauté internationale sur le sort des Touaregs au sein du Mali, qui pourraient être assimilés à des islamistes, des terroristes, et qui pourraient dans ces cas, être victimes d'exactions et d'exécutions sommaires. Par conséquent, dans les villes qu'il contrôle avec les forces françaises et tchadiennes, telle que Kidal ou Tessalit, le MNLA refuse la présence de l'armée malienne car ces villes sont composées majoritairement de Touaregs et donc pourraient faire l'objet d'exactions. Cependant, en ne permettant pas à l'armée malienne de s'y installer, le MNLA a érigé un obstacle de taille, qui ne permet pas la réconciliation entre la communauté touareg et le pouvoir central de Bamako. Ceci constitue alors un problème qui devra être résolu, pour pouvoir à terme, restaurer l'intégrité territoriale du Mali.

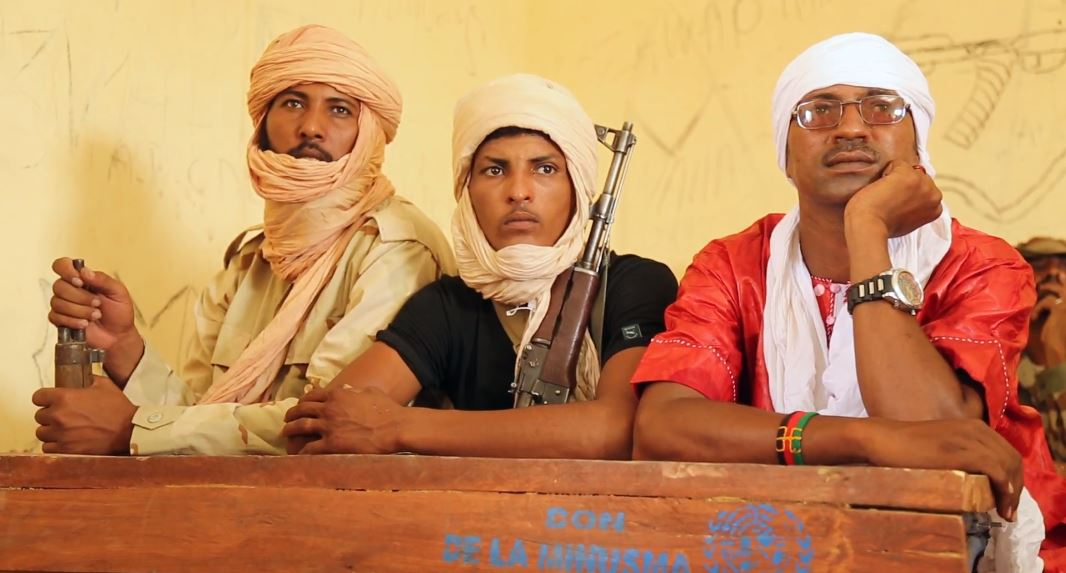
Des hommes du MNLA lors d'une réunion avec des représentants de l'ONU à Ber, au Mali, en janvier 2017.

Le 27 mars 2013, le MNLA annonce la nomination d'un gouverneur à Kidal afin de « réorganiser cette région sur le plan administratif » et « garantir davantage la continuité du fonctionnement de l’administration ». Cette ville qui est sous son contrôle, fait l'objet de tension avec le pouvoir central de Bamako. En outre, le gouvernement malien en place affirme que cette nomination n'a pas de fondement légal car selon le porte-parole du gouvernement, Manga Dembélé, « Les gouverneurs au Mali sont nommés par arrêtés pris en conseil des ministres » et que « Toute autre nomination […] qui prétend nommer un gouverneur […] est totalement incompétente pour le faire ».
Le 4 avril 2013, deux Touaregs, supposés proche du MNLA, ont été arrêtés par des policiers et gendarmes maliens à Ménaka. Depuis que les troupes françaises se sont retirées de cette ville, pour aller plus au nord du Mali, celle-ci est désormais sous contrôle de l'armée malienne et de soldats nigériens. Cette arrestation n'aurait été organisée que par les troupes maliennes. Cet acte des agents de sécurité maliens témoigne du climat de tension qui subsiste entre le gouvernement de Bamako et le MNLA.
Le 24 avril 2013, le MNLA tient une conférence de presse à Paris. Celle-ci témoigne de la persistance du MNLA à rejeter son désarmement, et il récuse la tenue des élections présidentielles, prévues en juillet 2013. Les autorités françaises qui soutiennent le MNLA, dans le but de chasser les islamistes du Nord-Mali et de favoriser son intégration dans le jeu politique, lui ont pourtant demandé de se désarmer et d'accepter les élections, pour permettre un dialogue inter-malien. La France semble alors se trouver dans une impasse car elle paraît à première vue, ne pas disposer de réels moyens de pressions sur le MNLA.
Quant au MNLA, pour sa défense, il estime qu'il n'y a pas eu de négociations avec les représentants du gouvernement de Bamako et avec la communauté internationale pour lui apporter des garanties suffisantes. Par ailleurs, il met en évidence une autre condition ; il souhaite que les réfugiés reviennent sur le territoire.
En avril 2013, le MNLA contrôle la ville de Kidal avec les soldats français, tchadiens et des membres du MIA (Mouvement islamique de l'Azawad). Le MNLA s'estime « en état de belligérance » avec le pouvoir central de Bamako.
Plusieurs cycles de négociations ont eu lieu entre le Mouvement national pour la libération de l'Azawad et le gouvernement malien depuis le milieu de l'année 2013, ces discussions étant toujours en cours dans le but de parvenir à une résolution définitive pour la question de l'Azawad, que ce soit à travers une forme d'autonomie ou toute autre solution,. L'Algérie a cherché à réunir les acteurs maliens en initiant des dialogues à partir de 2013, aboutissant à la signature de l'accord de paix. Cependant, le Conseil militaire au Mali a mis fin à cet accord avec le Mouvement national pour la libération de l'Azawad en 2015,. Certains observateurs anticipent que cette décision pourrait accentuer les troubles dans la région, avec une intensification des tensions entre les autorités centrales et les Touaregs dans le nord en raison du renforcement du pouvoir militaire, de la coopération avec le groupe russe Wagner, et de l'expulsion des forces françaises et des Nations unies. L'effondrement de l'accord est attribué au non-respect de certains signataires de leurs engagements et la dégradation des relations du nouveau pourvoir malien avec l'Algérie, qui jouait le rôle principal de médiateur dans cet accord,,,.

## Réactions à l'encontre du MNLA
Le 31 janvier 2013, le président malien par intérim, Dioncounda Traoré, soutient que le MNLA reste le seul interlocuteur, avec lequel le dialogue est possible, dans le but de permettre des négociations politiques, à condition que celui-ci refuse « ses prétentions territoriales ». Cette déclaration du président malien écarte donc toute alliance avec la scission du groupe Ansar Dine, le mouvement islamique de l'Azawad.
Le 3 février 2013, le président de la République du Niger, Mahamadou Issoufou, déclare sur Radio France internationale que le « MNLA n’est pas représentatif du peuple touareg » du fait de l’immensité de la communauté touareg. Par conséquent, il juge que ce mouvement est minoritaire. De plus, il doit selon lui, abandonner les armes pour permettre « la restauration de l'intégrité du Mali ».

## Financement
En 2012, au cours de la guerre du Mali, le Qatar est accusé par Le Canard enchaîné, qui s'appuierait sur une source de la DRM, de financer au Mali le MNLA, ainsi qu'AQMI, le MUJAO et le Ansar Dine, par le biais du Croissant-Rouge du Qatar, seule organisation humanitaire autorisée à opérer dans les territoires contrôlés par les djihadistes au nord du Mali,,,,,. En octobre 2012, la DGSE dément cependant la présence de forces spéciales ou d'agents qataris au Mali,. L'historien Jean-Christophe Notin doute également qu'un soutien ait été apporté par le Qatar aux groupes armés maliens et indique que selon une source proche de la DGSE : « jamais aucune preuve n'a été apportée d'un transfert de fonds de sa part en direction des djihadistes ».

## Dissolution
Le 30 novembre 2024, le MNLA fusionne avec les autres groupes du Cadre stratégique permanent pour former le Front de libération de l'Azawad (FLA).